# Angie Schneider
Angie Schneider (* 1979 in Mönchengladbach) ist eine deutsche Rechtswissenschaftlerin.

## Leben
Sie studierte von 1999 bis 2004 Rechtswissenschaft in Düsseldorf und Köln. Nach dem Referendariat von 2005 bis 2007 im Oberlandesgerichtsbezirk Düsseldorf promovierte sie 2006 zur rechtlichen Stellung des biologischen Vaters an der Universität zu Köln bei Barbara Dauner-Lieb. Von 2008 bis 2015 war sie zunächst wissenschaftliche Mitarbeiterin, dann Akademische Rätin a. Z. am Institut für Deutsches und Europäisches Arbeits- und Sozialrecht an der Universität zu Köln bei Ulrich Preis. Sie habilitierte sich 2014 ebenfalls an der Universität zu Köln bei Ulrich Preis und Hanns Prütting. Sie vertrat Lehrstühle an den Universitäten Bonn, Hamburg und Potsdam. 2021 wurde sie an die Universität Bremen (Lehrstuhl für Bürgerliches Recht, insbesondere Familienrecht, Arbeits- und Sozialrecht, Gender Studies) berufen.

## Schriften (Auswahl)
- Vom Erzeuger zum Vater? Zur rechtlichen Stellung des biologischen Vaters unter besonderer Berücksichtigung des Rechts zur Anfechtung der Vaterschaft. Hamburg 2006, ISBN 3-8300-2700-1.
- Vertragsanpassung im bipolaren Dauerschuldverhältnis. Tübingen 2016, ISBN 3-16-154067-0.
- mit Karlheinz Muscheler: Familienrecht. München 2024, ISBN 3-8006-6093-8.